# Bob Fitzsimmons
Pour les articles homonymes, voir Fitzsimmons.
Robert James « Bob » Fitzsimmons, né le 26 mai 1863 à Helston dans les Cornouailles, et mort le 22 octobre 1917 à Chicago, est un boxeur britannique qui réussit pour la première fois l’exploit de devenir champion du monde dans trois catégories de poids différentes : moyens, lourds et mi-lourds. Réputé pour son punch, sa notoriété atteint son apogée lorsqu’il bat James J. Corbett, l’homme qui mit fin au règne de John L. Sullivan.

## Biographie

### Débuts professionnels en Australie
Fitzsimmons est né en Angleterre dans les Cornouailles mais émigre en Nouvelle-Zélande à l’âge de 9 ans avec ses parents et ses frères et sœurs. Sa famille s’installe à Timaru et adolescent, il devient forgeron dans la société de son frère Jarett.
En 1880 et 1881, Bob participe au tournoi local organisé par le boxeur anglais Jem Mace et remporte cinq de ses six combats (dont deux à mains nues). Mais sa carrière professionnelle débute officiellement en Australie en 1885. Ses 39 premiers combats ont d’ailleurs tous lieu dans ce pays. Ils sont marqués par une défaite controversée pour le titre de champion d’Australie des poids moyens et une victoire également surprenante face à Edward Robins. Celui-ci a en effet réussi à envoyer Fitzsimmons à terre mais le coup a été si violent qu’il se fracture la main et n’est pas en mesure de poursuivre le combat.
Au contact de Mace, Bob Fitzsimmons améliore considérablement sa technique : il développe son agilité et sa vitesse d’exécution et applique lors de ses combats une tactique faite d’esquives et de remises courtes qui s’avère bien souvent décisive. Boxeur spectaculaire, sa réputation de puncheur hors norme ne tarde pas à faire le tour du monde. 

### Sur la route du titre mondial des poids moyens
N’ayant alors plus de rival en Australie, il décide en 1890 de tenter sa chance aux États-Unis. Après quatre combats ponctués par trois victoires et un match nul qui lui ont permis de faire ses preuves, il obtient finalement une chance de remporter un titre mondial le 14 janvier 1891 à La Nouvelle-Orléans face au champion du monde des poids moyens, Jack "Non pareil" Dempsey (à ne pas confondre avec le futur champion du monde des poids lourds). Fitzsimmons ne la laisse pas passer et surclasse même Dempsey qui est contraint à l’abandon au 13e round après avoir été 13 fois à terre.
Le 22 juillet 1891, la police arrête son combat face à Jim Hall sauvant celui-ci d'une défaite cuisante. Fitzsimmons passe les deux années suivantes à combattre dans des exhibitions et livre des combats sans titre en jeu jusqu’à donner une nouvelle chance à Hall (une belle en fait puisque c’est ce boxeur qui lui avait barré la route quelques années plus tôt au championnat d’Australie). L’affaire sera cette fois entendue en 4 rounds ! 
De mars à septembre 1893, il enchaine cinq combats victorieux contre des novices avant de défier le rugueux Joe Choynski. Malheureusement, la police intervient une nouvelle fois et les deux boxeurs doivent repartir dos à dos.

### A l’assaut des poids lourds
Après avoir finalement délaissé sa couronne des poids moyens, il décide de s'attaquer à la catégorie reine des poids lourds. Le célèbre Marshal Wyatt Earp est l’arbitre de son combat face à Tom Sharkey. Fitzsimmons domine largement Sharkey qui est au bord du knock out lorsque sur une combinaison au corps, Earp le disqualifie à la surprise générale sur un coup parfaitement correct mais jugé bas. 
Bob Fitzsimmons devient cependant le challenger pour le titre mondial en 1897 et le 17 mars, il réussit à détrôner James J. Corbett en le mettant KO au 14e round. Le début du combat est pourtant à l’avantage de « Gentleman Jim », qui par son adresse et son avantage de poids martèle le visage du Néo-Zélandais avec son jab, son crochet du gauche et son direct du droit. Fitzsimmons va même au tapis dans la 6e reprise mais il se relève et continue son pressing. Corbett commence peu à peu à se fatiguer et à la 14e reprise, il encaisse une gauche au plexus qui lui coupe le souffle et met fin au combat.
Alors âgé de 34 ans, il remet son titre en jeu deux ans plus tard à New York le 9 juin 1899 face au jeune James J. Jeffries, une force de la nature qui lui rend près de 30 kg. Et cette fois, la différence de poids est trop importante. Fitzsimmons cède au 11e round devant les coups de boutoir de l’Américain. La revanche, organisée en 1902, n’inversera pas la tendance : malgré plusieurs séries qui touchent sévèrement Jeffries (au point de lui casser le nez), il voit la victoire s’envoler en subissant un terrible knock out au 8e round.

### Fitzsimmons entre dans l’histoire
Loin de raccrocher les gants, Fitzsimmons relève un dernier défi qu’aucun boxeur n’a réalisé jusque-là : devenir champion du monde dans trois catégories de poids différentes. Il y parvient le 25 novembre 1903, à près de 41 ans, en battant aux points en 20 reprises le tenant du titre des mi-lourds George Gardiner (catégorie créée quelques mois plus tôt).
Il sera dépossédé de cette ceinture dès sa première défense aux dépens de Philadelphia Jack O'Brien le 20 décembre 1905. Mis KO au 2e round par le futur roi des lourds Jack Johnson en juillet 1907, Fitzsimmons ne se retire définitivement des rings qu’en 1914. Il sera victime 3 ans plus tard d'une pneumonie et décédera à Chicago le 22 octobre 1917. Il sera enterré au cimetière de Graceland à Chicago.

## Palmarès et distinctions
- Bien que le nombre exact de ses combats reste inconnu, son palmarès officiel est de 50 victoires (dont 44 par KO), 8 défaites, 5 nuls et 21 sans décision.
- Fitzsimmons fait partie depuis 1990 de l’International Boxing Hall of Fame en tant que champion des anciens temps[1].
- En 2003, Ring Magazine le classa au 8e rang des plus grands puncheurs de l’histoire de la boxe.

## Anecdotes
- L’un de ses arrière-arrière-petits-fils n’est autre que le footballeur Wayne Rooney.
- Dans le roman de Jules Verne Le Testament d'un excentrique (première partie, chapitre IV), le boxeur Tom Crabbe, personnage du roman dont le nom est lui-même inspiré du réel Tom Cribb, devient champion du Nouveau-Monde en battant « le fameux Fitzsimons » [sic][2].